# بید ایرانی
بید ایرانی (نام علمی: Salix pycnostachya) نام یک گونه (زیست‌شناسی) از سرده بید است.